# Chandra Crawford
Chandra Crawford (Canmore, 19 de noviembre de 1983) es una deportista canadiense que compitió en esquí de fondo.
Participó en tres Juegos Olímpicos de Invierno, entre los años 2006 y 2014, obteniendo una medalla de oro en Turín 2006, en la prueba de velocidad individual.

## Palmarés internacional
| Juegos Olímpicos | Juegos Olímpicos | Juegos Olímpicos | Juegos Olímpicos     |
| Año              | Lugar            | Medalla          | Prueba               |
| ---------------- | ---------------- | ---------------- | -------------------- |
| 2006             | Turín (Italia)   | Medalla de oro   | Velocidad individual |